# East Wallabi Island
East Wallabi Island liegt im Indischen Ozean 88 km nordwestlich der westaustralischen Küstenstadt Geraldton. Die 3,27 km² große Insel ist die zweitgrößte des Houtman-Abrolhos-Archipels (nach der westlichen, noch wesentlich größeren Nachbarinsel West Wallabi Island) und besitzt mit dem 15 Meter hohen Flag Hill den höchsten Punkt im gesamten Archipel.
Der Name Wallabi geht auf eine Gattung der kleineren Kängurus, die Wallabys, zurück, die dort vereinzelt anzutreffen sind.

## Geographie
Die Insel liegt im Zentrum der Wallabi-Inseln, 20 km südöstlich von North Island und knapp 2 km nordöstlich von West Wallabi Island, der größten Insel der Houtman-Abrolhos. Sie ist im Südwesten von einem dichten, nur knapp unter dem Meeresspiegel liegenden Korallenriff umgeben, so dass die Nachbarinsel West Wallabi bei normalem Wasserstand zu Fuß erreicht werden kann.
Flag Hill, mit 15 Metern die höchste Erhebung der Houtman Abrolhos, liegt küstennah im Nordosten der Insel. Eagle Hill mit 9 Metern Höhe liegt im Südosten, ebenfalls in Küstennähe.

## Geschichte
Die Inseln East Wallabi und West Wallabi erlangten historische Bedeutung im Zusammenhang mit dem 1629 im Morning Reef der Wallabi-Inseln gestrandeten niederländischen Handelsschiff Batavia. Während ein Teil der Überlebenden auf dem etwa 7 km südöstlich gelegenen Beacon Island eine blutige Meuterei anzettelte, konnten sich 40 kapitänstreue Offiziere auf West Wallabi verschanzen. Dort und auf East Wallabi Island gab es damals ausreichend Frischwasser (aus Regenwasser-Zisternen) und üppige Nahrungsquellen.

## Nutzung
East Wallabi ist unbewohnt. Im Osten der Insel befindet sich allerdings eine 650 Meter lange, befestigte Sandpiste für Kleinflugzeuge (28° 26′ 12,8″ S, 113° 44′ 6,8″ O).
East Wallabi Island darf heute zum Schutz der Fauna und Flora nur mit besonderer Genehmigung betreten werden.